# De'Longhi
De'Longhi S.p.A. је италијански произвођач малих кућних апарата са седиштем у Тревизу.

## Историја
Предузеће је основала породица Де’Лонги током 1902. године, првобитно као малу радионицу за производњу индустријских делова. Регистрована је 1950. године. Историјски велики произвођач преносивих грејача и клима-уређаја, проширио се на скоро сваку категорију малих кућних апарата у сегментима припреме и кувања, као и чишћење и пеглање у домаћинству.